# Teucholabis pulchella
Teucholabis pulchella är en tvåvingeart som beskrevs av Alexander 1913. Teucholabis pulchella ingår i släktet Teucholabis och familjen småharkrankar. Inga underarter finns listade i Catalogue of Life.